# مرض حاد
المرض الحاد (بالإنجليزية: acute)‏ في الطب هو مرض يُمكن أن يَكون ذو انتشار سريع كما هي الحال في العدوى الحادة أو مدى قصير (على العكس من الأمراض المزمنة). هذه الصفة هي جزء من تعريف العديد من الأمراض وبالتالي أدرجت في أسماءها، على سبيل المثال، المتلازمة التنفسية الحادة الشديدة، سرطان الدم الحاد.
غالبا ما يخلط عامة الناس مصطلح الحاد على أنه يعني «الشديد». ومع ذلك فإن له سمة مختلفة ويمكن أن يكون حاد ولكن ليس شديد. مستشفيات الأمراض الحادة أو مستسفيات الأمراض الوجيزة هي تلك المخصصة للعلاج الطبي القصير الأجل و/ أو العمليات الجراحية والرعاية. ويطلق على التخصص الطبي ذو العلاقة طب الأمراض الحادة.
المرض شبه الحاد يعرف بأنه بين الحاد والمزمن، على سبيل المثال متلازمة الحمى شبه الحادة أو التهاب الشغاف شبه الحاد. مثال على ذلك هو التهاب الدماغ المصلب الشامل شبه الحاد، وهو مرض دماغي نادر يتميز بتقلص الوظيفة الفكرية، وفقدان الوظيفة العصبية.
المرض المزمن على النقيض من المرض الحاد—بمعنى حالة على المدى الطويل على سبيل المثال التهاب الشعب الهوائية المزمن. وقد يلتبس على عامة الناس المرض المزمن فيقصد به الشديد. ومرة أخرى، هذا تعريف مختلف طبياً فالشيء يمكن أن يكون مزمن ولكن ليس شديد.
يعرف الطب الأمراض الحادة كإدارة متخصصة ومبكره للمرضى البالغين الذين يعانون من معدل عالي من الظروف الطبية التي تتطلب الرعاية العاجلة أو الطارئة عادة في غضون 48 ساعة من القبول أو الإحالة من التخصصات الأخرى.

## التاريخ
عرف ابن النفيس المرض الحاد في كتابه شرح فصول ابقراط بقوله هو ما من شأنه الانقضاء في أربعة عشر يوماً والقليل الحدة ما ينقضي فيما بعد ذل إلى سبعة عشر يوماً وحاد المزمنات ما ينقضي فيما بعد ذل إلى الأربعين والحاد جداً ما ينقضي فيما بين التاسع والحادي عشر والحاد في الغاية ما ينقي فيما بين الرابع والسابع والحاد في الغاية القصوى ما ينقضي في الرابع فيما دونه.